# Падеревский, Збигнев Здзиславович
Збигнев Здзиславович Падеревский (31 марта 1864, Люблин  — 25 мая 1925, Варшава) — врач, депутат Государственной думы I созыва от Петроковской губернии.

## Биография
Польский дворянин, католик. Согласно многочисленным российским источникам, судя по отчеству, отца звали Здзислав, мать — Мария в девичестве Загоровская. В 1884 — выпускник 4-й Варшавской гимназии. Поступил в Варшавский университет. В студенческие годы стал одним из создателей Союза польской молодежи «Зет». В 1889 окончил медицинский факультет Варшавского университета. Работал врачом в одной варшавской больнице. В 1890 присвоено звание доктора медицины. В 1890—1899 годах врач в больнице уездного города Рава Петроковской губернии. В 1895 вошёл в состав польской Национальной лиги. В 1899 году, переехав в город Челядзь в области Домбровского угольного бассейна, где он был назначен главным врачом больницы при шахте горно-промышленного общества "Сатурна". С 1905 член польской Национально-демократической партии. В 1905 году один из организаторов Национально-рабочего союза в Домбровском угольном бассейне. Был много раз под следствием по политическим делам, но ни разу не был арестован.
20 апреля 1906 избран в Государственную думу I созыва от общего состава выборщиков Петроковского губернского избирательного собрания. Вошёл в состав Польского коло, участвовал в разработке внутреннего регламента фракции. Вошёл в думскую комиссию о собраниях. Поставил свою подпись под заявлением 27 членов Государственной Думы, поляков, об отношении Царства Польского к Российской империи по прошлому законодательству и по Основным государственным законам 23 апреля 1906 года.
После роспуска Думы в июле 1906 года вернулся Царство Польское, где продолжал заниматься медициной и общественной деятельностью. Входил в руководство организации Польская школа («Матица»). С 1907 один из лидеров Национальной лиги, выступал против примирительной позиции Р. Дмовского в отношении самодержавия.  В 1907—1911 годах был директором Института детской гигиены им. барона де Ленваля. С 1914 секретарь Национального польского комитета.
Во время Первой мировой войны после тогда, как территорию Польши заняли немецкие войска, входил в руководство Национально-демократической партии.
После провозглашения Польшей независимости продолжал заниматься политической деятельности; был членом польского Народно-национального союза.
Умер в Варшаве, похоронен на Бродновском кладбище (Bródnowski).

### Рекомендуемые источники
- Brzoza Cz., Stepan K. Poslowie polscy w Parlamente Rosyjskim, 1906—1917: Slownik biograficzny. Warszawa, 2001.
- Российский государственный исторический архив. Фонд 1278. Опись 1 (1-й созыв). Дело 46. Лист 11; Фонд 1327. Опись 1.1905 год. Дело 143. Лист 174 оборот.